# Senjeh (distrito)

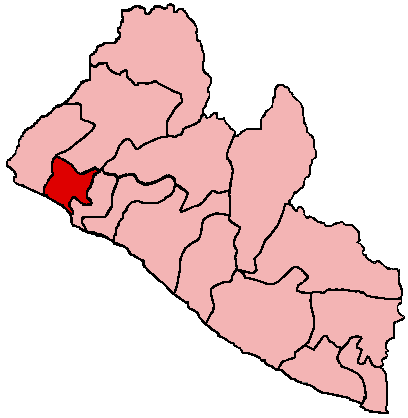
Localização do condado de Bomi na Libéria

Senjeh é um dos quatro distritos do condado de Bomi, Libéria. Em 2008 a  população era 29.325.